# Shontelle
Shontelle Layne, född 4 oktober 1985, mer känd som Shontelle, är en pop- och R&B-sångerska från Barbados. Hennes debutalbum Shontelligence släpptes i november 2008. Hennes andra album, No Gravity, släpptes i september 2010. 

## Diskografi

### Album
- Shontelligence (2008)
- No Gravity (2010)

### Singlar
- 2008: "T-Shirt"
- 2009: "Stuck with Each Other" (featuring Akon)
- 2009: "Battle Cry"
- 2010: "Impossible"
- 2011: "Perfect Nightmare"